# Боргдорф-Зедорф
Боргдорф-Зедорф (њем. Borgdorf-Seedorf) општина је у њемачкој савезној држави Шлезвиг-Холштајн. Једно је од 165 општинских средишта округа Рендсбург. Према процјени из 2010. у општини је живјело 422 становника. Посједује регионалну шифру (AGS) 1058023.

## Географски и демографски подаци
Боргдорф-Зедорф се налази у савезној држави Шлезвиг-Холштајн у округу Рендсбург. Општина се налази на надморској висини од 29 метара. Површина општине износи 6,6 km². У самом мјесту је, према процјени из 2010. године, живјело 422 становника. Просјечна густина становништва износи 64 становника/km².